# Kolonia Kiełczygłów
Kolonia Kiełczygłów [pronunciación en polaco: /kɔˈlɔɲa kʲɛu̯ˈt͡ʂɨɡwuf/] es un pueblo ubicado en el distrito administrativo de Gmina Kiełczygłów, dentro del Distrito de Pajęczno, Voivodato de Łódź, en Polonia central. Se encuentra aproximadamente a 2 kilómetros al este de Kiełczygłów, a 10 kilómetros al norte de Pajęczno, y a 69 kilómetros al suroeste de la capital regional Łódź.
El pueblo tiene una población de 130 habitantes.